# هرکول (فیلم ۱۹۵۸)
هرکول (به انگلیسی: Hercules) یک فیلم سینمایی ایتالیایی در ژانر فانتزی و ماجراجویانه محصول سال ۱۹۵۸ به کارگردانی پیترو فرانچیشی با بازی استیو ریوز، سیلوا کوشچینا، جانی ماریا کنله، لوچانا پالوتزی، آفرو پلی و جانپائولو روسمینو است.
داستان فیلم از این قرار است که هرکول قدرتمند و افسانه‌ای به همراه آرگونات‌ها به دل دریا زده و عاشق شاهزداه آیول می‌شود.